# 赛会制
赛会制是指体育比赛参赛者集中在某一特定区域进行比赛。这一赛制并无主客场之分（或是仅有名义上的主客队）。
目前采用赛会制的有世界杯足球赛、欧洲足球锦标赛、亚洲杯足球赛等。2019冠状病毒病疫情期间，为避免人员流动造成疫情扩散，一些体育赛事也临时改为赛会制，如中超联赛和NBA。
值得注意的是，虽然没有主客场之分，但赛会制仍不能避免主场优势，如世界杯的东道主。